# Lanxoblatta martinezi
Lanxoblatta martinezi är en kackerlacksart som först beskrevs av Bolívar 1881.  Lanxoblatta martinezi ingår i släktet Lanxoblatta och familjen jättekackerlackor.
Artens utbredningsområde är Ecuador. Inga underarter finns listade i Catalogue of Life.